# Drosophila bromeliae (artgrupp)
Drosophila bromeliae är en artgrupp inom släktet Drosophila och undersläktet Drosophila. Artgruppen består totalt av tolv arter där majoriteten ingår i artundergruppen Drosophila bromeliae och de resterande arterna ingår ensamma i respektive artundergrupper.

## Artundergrupper och arter

### ArtundergruppenDrosophila bromeliae
- Drosophila aguape
- Drosophila billheedi
- Drosophila bromeliae
- Drosophila bromelioides
- Drosophila florae
- Drosophila mexiflora
- Drosophila sevensteri
- Drosophila speciosa
- Drosophila thurstoni

### ArtundergruppenDrosophila penispina
- Drosophila paramanni

### ArtundergruppenDrosophila starki
- Drosophila starki

### ArtundergruppenDrosophila stylipennis
- Drosophila stylipennis